# Theodosia miyashitai
Theodosia miyashitai är en skalbaggsart som beskrevs av Sakai 1997. Theodosia miyashitai ingår i släktet Theodosia och familjen Cetoniidae. Inga underarter finns listade i Catalogue of Life.